# Epicauta pruinosa
Epicauta pruinosa är en skalbaggsart som beskrevs av Leconte 1866. Epicauta pruinosa ingår i släktet Epicauta och familjen oljebaggar. Inga underarter finns listade i Catalogue of Life.